# دی-گالاکترونیک اسید
دی-گالاکترونیک اسید (به انگلیسی: D-Galacturonic acid) با فرمول شیمیایی C6H10O7 یک ترکیب شیمیایی با شناسه پاب‌کم 12221 است. که جرم مولی آن ۱۹۴٫۱۳۹ گرم بر مول می‌باشد. 